# Cheirimedeia macrocarpa
Cheirimedeia macrocarpa is een vlokreeftensoort uit de familie van de Corophiidae. De wetenschappelijke naam van de soort is voor het eerst geldig gepubliceerd in 1952 door Bulycheva.